# 오이시 데쓰야
오이시 데쓰야(일본어: 大石 鉄也, 1979년 11월 26일 ~ )는 일본의 전 축구 선수이다.

## 구단 경력
과거 가와사키 프론탈레, 방포레 고후에서 활동하였다.